# Катастрофа C-46 под Сан-Хуаном
Катастрофа C-46 под Сан-Хуаном — крупная авиационная катастрофа, произошедшая в ночь на вторник 7 июня 1949 года в Атлантическом океане близ побережья Сан-Хуана (Пуэрто-Рико). Curtiss-Wright C-46D-5-CU Commando авиакомпании Strato-Freight выполнял пассажирский рейс, когда через минуту после взлёта экипаж доложил об отказе двигателя. Диспетчер дал разрешение на возврат в аэропорт, но из-за невозможности это сделать экипаж совершил вынужденное приводнение на поверхность океана, в результате чего авиалайнер разрушился и затонул, при этом погибли 53 человека. Крупнейшая авиакатастрофа в истории Пуэрто-Рико.

## Самолёт
Curtiss-Wright C-46D-5-CU с заводским номером 30506 по имеющимся данным был выпущен в сентябре 1944 года, а 13 сентября поступил к заказчику — американским военно-воздушным силам, где получил бортовой номер 42-101051. Когда Вторая мировая война закончилась и в военной технике появился излишек, 26 октября 1945 года борт 42-101051 был передан Reconstruction Finance Corp, где его переделали в пассажирский вариант и поставили на хранение в Уолнат-Ридже (штат Арканзас). 20 декабря 1947 года самолёт продали небольшой частной авиакомпании Strato-Freight (встречается также вариант написания «Stratofreight»), в которую он поступил 30 декабря, получив при этом регистрационный номер NC92857 (в некоторых источниках — N92857, что не совсем корректно). Последняя проверка лайнера проводилась 11 мая 1949 года и на тот момент пассажирский салон был оборудован 65 креслами для пассажиров и 3 креслами для бортпроводников; все были оборудованы ремнями безопасности. Общая наработка борта NC92857 по некоторым данным составляла 2002 часа.
Авиалайнер был оборудован двумя поршневыми двигателями фирмы Pratt & Whitney модель R-2800-51, оборудованных воздушными винтами производства Curtiss Electric Propellers модель C-5435-C2. Левый двигатель был установлен на самолёт 27 марта 1949 года и имел общую наработку с последнего капитального ремонта 321 час, в том числе 19 часов от последней проверки, что проводится каждые 100 часов работы. Правый двигатель был установлен на самолёт 27 марта 1949 года и имел общую наработку с последнего капитального ремонта 144 часа, в том числе 49 часов от последней проверки.

## Экипаж
Во время рейса из Ньюарка в Сан-Хуан экипаж самолёта имел следующий состав:
- Командир воздушного судна — Ли Говард Уэйкфилд (англ. Lee Howard Wakefield). В авиакомпании Strato-Freight с марта 1949 года и имел общий лётный стаж 6000 часов, в том числе 5000 часов на многомоторных самолётах.
- Второй пилот — Джон Патрик Коннелл (англ. John Patrick Connell). В авиакомпании Strato-Freight с апреля 1949, имел квалификацию пилота гражданской авиации допуск для полётов по приборам, а его общий лётный стаж составлял 3860 часов, в том числе 2000 часов на типе C-46.
- Второй пилот — Джордж Стоун Кэри (англ. George Stone Cary). В авиакомпании Strato-Freight с апреля 1949, имел квалификацию пилота гражданской авиации допуск для полётов по приборам, а его общий лётный стаж составлял 4850 часов, в том числе 500 часов на многомоторных самолётах, из которых 140 часов были на типе C-46.
- Стюардесса — Джудит Хейл (англ. Judith Hale).

При выполнении обратного рейса из Сан-Хуана в экипаж добавились ещё два человека:
- Командир воздушного судна — Альфред Кокрилл (англ. Alfred Cockrill). В авиакомпании Strato-Freight с января 1947 года, а на момент событий занимал пост старшего пилота и вице-президента авиакомпании. Его общий лётный стаж составлял 6400 часов, в том числе 3200 часов на многомоторных самолётах, из которых 1400 часов были на типе C-46.
- Стюард — Исмаэль Гонсалес (англ. Ismael Gonzalez).

## Катастрофа
Борт NC92857 прибыл в Сан-Хуан ещё в субботу, 4 июня, рейсом из Ньюарка (штат Нью-Джерси), а пилотировал его экипаж Уэйкфилда. При этом командир был ещё в Ньарке перед вылетом предупреждён, что трос управления закрылками износился. И действительно, при заходе на посадку, когда рычаг управления закрылками был установлен на ¼, закрылки вышли полностью. Во всём остальном тот полёт прошёл без эксцессов. В Сан-Хуане был заменён трос управления закрылками, а заодно проверена работа двигателей, в ходе которой правый двигатель не запустился. Тогда в последнем были заменены тринадцать свечей АС-LS-87, после чего сертифицированный механик, представляющий авиаремонтный отдел в Сан-Хуане, передал в авиакомпанию Strato-Freight, что самолёт готов для выполнения обратного рейса.
Подготовка к обратному рейсу была начата ночью в понедельник 6 июня ближе к полуночи. Всего на борт сели 75 пассажиров, в том числе 19 детей (5 младенцев и 14 возрастом до 12 лет), притом, что пассажировместимость салона составляла 65 мест, то есть 10 детей сидели на коленях у взрослых. Также были загружены 1116 фунтов (506 кг) багажа, а запас топлива и масла по декларации составлял 7125 фунтов (3232 кг). Экипаж самолёта был почти тот же, что и при рейсе из Ньюарка, разве что добавились как третий пилот (выполняет обязанности бортинженера) Альфред Кокрилл (англ. Alfred Cockrill) и бортпроводник Исмаэль Гонсалес (англ. Ismael Gonzalez). Согласно декларации о загрузке и центровке, общий вес авиалайнера составлял 44 500 фунтов (20 180 кг) при максимальном допустимом 45 000 фунтов (20 410 кг).
Около 00:11 уже 7 июня борт NC92857 вырулил к началу взлётно-посадочной полосы 27, после чего экипаж зачитал контрольную карту перед взлётом, в ходе чего убедился в нормальной работе двигателей и систем управления. В кабине в левом кресле (командира) сидел Альфред Кокрилл, который имел квалификацию для этого, а в правом — Джон Коннелл. В 00:21 был выполнен взлёт, после чего диспетчер взлёта передал экипажу разрешение на полёт по приборам до Майами (штат Флорида) на эшелоне 8500 футов (2600 м). Погодные условия в это время были хорошие: облачность с нижней границей 12 500 футов (3800 м), тихо, видимость 12 миль (19 км).
Но едва с момента вылета прошла одна минута, как у летящего на высоте 250 футов (76 м) со скоростью 115 миль/ч (185 км/ч) самолёта в правом двигателе возникли обратные вспышки, после чего двигатель остановился. Не флюгируя правый воздушный винт, экипаж объявил аварийную ситуацию, на что диспетчер дал разрешение садиться на полосу 9. Однако из-за малой воздушной скорости и низкой высоты авиалайнер не мог дотянуть до аэродрома, поэтому экипаж принял решение об аварийной посадке на воду, после чего в 00:25 приводнился на поверхность Атлантического океана на удалении 6,4 мили (10 км) к западу от аэропорта вылета и всего в 200 ярдов (180 м) от Пунта-Салинаса (исп. Punta Salinas), успев перед самым касанием включить посадочные фары.
Как впоследствии было установлено, при посадке на воду разрушилась передняя нижняя часть фюзеляжа, а сам фюзеляж разорвало на три части, при этом многие сидения сорвало с креплений. Далее после приводнения началась эвакуация людей, но она проводилась в суете, так как пассажиров никто не проинструктировал о выполнении эвакуации, а также по использованию спасательного оборудования. Сами члены экипажа вытолкнули наружу два спасательных плота, которые однако не надулись, а также снабдили лишь несколько людей средствами спасения. Через 6 минут после приводнения лайнер затонул. Всего в результате этого происшествия спастись удалось лишь 23 пассажирам и 5 членам экипажа, тогда как остальные 53 человека (пилот Альфред Кокрилл и 52 пассажира) погибли.
По числу жертв это крупнейшая авиационная катастрофа в Пуэрто-Рико.

## Расследование
К утру обломки были обнаружены на дне, после чего начался их подъём на поверхность. В ходе этих работ, а также из-за воздействия морской воды и приливов конструкция лайнера оказалась повреждена, но значительную её часть удалось восстановить. Прежде всего было определено, что правый воздушный винт в момент удара находился в режиме авторотации, тем самым создавая значительное аэродинамическое сопротивление и тормозя самолёт. При этом экипаж ранее на слушаниях утверждал, что флюгировал этот винт. Шасси и закрылки при посадке были убраны, посадочные фары — выпущены.
Оба двигателя вместе с их воздушными винтами оторвало при жёсткой посадке, но их удалось найти и поднять, после чего изучить. Повреждения левого двигателя были ограничены коррозией из-за воздействия солёной морской воды, а все его детали до удара были хоть и в плохом, но рабочем состоянии, разве что на отдельных свечах были слишком большие расстояния между электродами. Свечей типа AC-LS-87 в этом двигателе было 18 из 36, а признаков отказа двигателя до происшествия не обнаружено, то есть этот двигатель на протяжении всего короткого полёта работал на полную мощность, что согласуется с показаниями экипажа.
На правом двигателе внешние повреждения были как на левом, но внутри картина была иная. Прежде всего неопреновая втулка и входной фильтр карбюратора оказались покрыты толстым слоем нагара, а из 36 свечей зажигания 30 были типа AC-LS-87, но контрафактными, не имеющими соответствующих сертификатов. К тому же выводы свечей в правом двигателе оказались запачканы жиром и грязью, у многих электродов зазор был чересчур большим. Особенное внимание на данном двигателе привлёк цилиндр № 4, где электроды были обнаружены сильно обгоревшими, причём центральный электрод заднего разъёма даже замкнуло с внешним электродом, а центральный электрод переднего разъёма сгорел вплоть до фарфорового изолятора. При проверках остальных разъёмов на шести из них фарфоровые части имели сколы или трещины. Переключатель зажигания двигателя стоял на левое магнето, то есть в работе в данном полёте участвовали только свечи в задних разъёмах. Как показала проверка всех свечей в правом двигателе, все задние разъёмы имели признаки воздействия высокой температуры, тогда как у передних разъёмов, не считая лишь цилиндра № 4, такой картины не наблюдалось. С учётом применения в двигателе контрафакта, такая картина не удивительна, ведь контрафактные свечи зажигания не могут работать длительно при тяжёлых условиях и высоких температурах, что и привело к оплавлению электродов. Затем оплавившиеся электроды в цилиндре № 4 замкнулись, из-за чего горючая смесь из воздуха и паров топлива перестала воспламеняться, а получившаяся сажа забила фильтр карбюратора. Перестав получать горючую смесь, правый двигатель остановился.
Далее следователи решили перепроверить вес самолёта, в результате чего обнаружили, что на самом деле он составлял 48 709 фунтов (22 094 кг), а не 44 500 фунтов (20 180 кг), как было указано в декларации по загрузке. Таким образом авиалайнер был перегружен на 3709 фунтов (1682 кг). Это стало ещё одним роковым фактором, так как работал теперь только левый двигатель, который оказался не способен сохранять достаточную силу тяги для продолжения безопасного полёта столь тяжёлого авиалайнера. А то, что экипаж не зафлюгировал правый воздушный винт, выпустил посадочные фары и держал щитки на капоте правого двигателя полностью открытыми, лишь увеличивало аэродинамическое сопротивление, приведя к снижению и так малой воздушной скорости.
| Расчёт веса самолёта по декларации                                                               | Расчёт веса самолёта по декларации |
| Параметр                                                                                         | Вес                                |
| ------------------------------------------------------------------------------------------------ | ---------------------------------- |
| Собственный вес самолёта (учтены 2 члена экипажа, 70 галлонов масла и все спасательные средства) | 30 178 фунтов (13 689 кг)          |
| 2 дополнительных члена экипажа                                                                   | 275 фунтов (125 кг)                |
| 1050 галлонов керосина                                                                           | 6300 фунтов (2858 кг)              |
| Полезная загрузка (учтены два бортпроводника, все пассажиры и багаж)                             | 7747 фунтов (3514 кг)              |
| Итого                                                                                            | 44 500 фунтов (20 185 кг)          |

| Расчёт фактического веса самолёта                                       | Расчёт фактического веса самолёта |
| Параметр                                                                | Вес                               |
| ----------------------------------------------------------------------- | --------------------------------- |
| Собственный вес самолёта                                                | 30 178 фунтов (13 689 кг)         |
| 70 галлонов масла                                                       | 525 фунтов (238 кг)               |
| 1256 галлонов керосина                                                  | 7536 фунтов (3418 кг)             |
| 6 членов экипажа                                                        | 950 фунтов (431 кг)               |
| Спасательные средства (не должны включаться в собственный вес самолёта) | 197 фунтов (89 кг)                |
| Полезная загрузка (все пассажиры и багаж)                               | 9323 фунта (4229 кг)              |
| Итого                                                                   | 48 709 фунтов (22 094 кг)         |

Спустя 14 дней после происшествия, на слушаниях командир Уэйкфилд, который был командиром самолёта в этом полёте, под присягой заявил, что он выполнял пилотирование. Однако когда спустя три недели, 12 сентября его вновь вызвали на слушания, Уэйкфилд отказался от прежних показаний, признавшись, что на самом деле во время взлёта сидел в салоне и в кабину прибежал, лишь когда отказал двигатель, а в левом кресле сидел Кокрилл.
Относительно спасательных средств, при выполнении проверки 11 апреля 1949 года на борту находились шесть 10-местных и один 15-местный спасательный плот и 80 спасательных жилетов. Согласно утверждению авиакомпании Strato-Freight, на борту при вылете в роковой рейс находились десять 6-местных и три 7-местных спасательных плотов, а также 81 спасательный жилет.

## Причина
1. Самолёт, авиакомпания и экипаж имели необходимые сертификаты.
2. Спустя минуту после взлёта в правом двигателе произошли обратные вспышки и пропала тяга.
3. Самолёт не мог сохранять высоту и произвёл аварийную посадку в море на удалении 6,4 мили (10 км) к западу от аэропорта Исла-Гранде[англ.].
4. При аварийной посадке шасси и закрылки были убраны, но щитки капота были полностью открыты, посадочные фары выпущены, а правый воздушный винт не зафлюгирован, что в совокупности снижало воздушную скорость.
5. Взлётный вес авиалайнера превышал максимальный допустимый на 3709 фунтов (1682 кг).
6. 30 из 36 свечей, установленных в правом двигателе, не имели сертификата производителя свечей зажигания, изготовителя двигателей или американских военно-воздушных сил.
7. Переключатель магнето правого двигателя был обнаружен в положении «Левый», при этом работали только задние свечи.
8. В правом двигателе все свечи в заднем ряду имели признаки воздействия высоких температур.
9. В цилиндре № 4 центральный электрод в задней свечи сплавился с внешним электродом.
10. Почти все свечи в переднем ряду не имели признаков воздействия высокой температуры, за исключением разве что цилиндра № 4, где всё сгорело до фарфорового изолятора.
11. В правом двигателе на неопреновой втулке и фильтре карбюратора был найден толстый слой сажи, что свидетельствовало о мощных обратных вспышках.

Причиной катастрофы была названа потеря тяги в правом двигателе до того, как самолёт успел набрать оптимальную скорость для набора высоты при полёте на одном двигателе, что с учётом перегруза авиалайнера привело к потере высоты и вынужденному приводнению в море.

## Последствия
15 июля 1949 года всем самолётам авиакомпании Strato-Freight было запрещено выполнять полёты до конца расследования. 27 октября 1949 года Совет по гражданской авиации на основании результатов расследования вынес решение об отзыве лицензии у этой авиакомпании, что и было выполнено 8 октября. Также 26 января 1950 года было вынесено решение, по которому 5 февраля командир разбившегося самолёта Ли Говард Уэйкфилд был лишён лицензии пилота.

### Комментарии
1. ↑  Вес пассажиров был определён из показаний выживших, а также родственников погибших